# 聖約翰科技大学
聖約翰科技大学（セントジョンかぎだいがく、中国語: 聖約翰科技大學、英語: St. John's University）または聖ヨハネ科技大学は、聖ヨハネ科学技術大学の意味で、新北市淡水区に位置する台湾聖公会が創立した私立大学である。

## 歴史
米国聖公会系の上海聖ヨハネ大学と上海聖マリヤ女子中学の関係者・卒業生で国民党政府と共に台湾へ渡った人々が中心となり、王長齡 (主教)時代（1965-1970）の1967年に台北県（現新北市）淡水区新埔仔に新埔工業専科学校（英文名称：St. John's and St. Mary's Institute of Technology）を設立して、1993年には商業過程も加え、2003年に聖約翰科技大学（聖ヨハネ科学技術大学の意味、英文名称：St. John's University, Taiwan）となった。
| 年     | 月日 | 事跡                           |
| ------ | ---- | ------------------------------ |
| 1967年 | -    | 「新埔工業専科学校」として開校 |
| 1993年 | -    | 「新埔工商専科学校」と改称     |
| 1999年 | -    | 「新埔技術学院」と改称         |
| 2003年 | -    | 「聖約翰技術学院」と改称       |
| 2005年 | -    | 「聖約翰科技大学」と改称       |

## 組織
|  |  |
|  |  |